# Saint-Projet, Tarn-et-Garonne

Saint-Projet este o comună în departamentul Tarn-et-Garonne din sudul Franței. În 2009 avea o populație de 301 de locuitori.

## Evoluția populației
| An        | 1975 | 1982 | 1990 | 1999 | 2006 | 2009 |
| --------- | ---- | ---- | ---- | ---- | ---- | ---- |
| Populație | 266  | 262  | 249  | 257  | 284  | 301  |